# الدوري الدنماركي لكرة السلة للسيدات
الدوري الدنماركي لكرة السلة للسيدات (بالدنماركية: Dameligaen)‏ هو دوري كرة سلة للسيدات في الدنمارك تأسس في سنة 1971 تلعب فيه 8 فرق. يعتبر فريق سيسو الأكثر فوزا به برصيد 18 لقبا.

## وصلات خارجية
- الموقع الرسمي